# Okręg Châteaubriant
Okręg Châteaubriant (fr. Arrondissement de Châteaubriant) – okręg w północno-zachodniej Francji. Populacja wynosi 117 tysięcy.

## Podział administracyjny
W skład okręgu wchodzą następujące kantony:
- Blain,
- Châteaubriant,
- Derval,
- Guémené-Penfao,
- Moisdon-la-Rivière,
- Nort-sur-Erdre,
- Nozay,
- Rougé,
- Saint-Julien-de-Vouvantes,
- Saint-Nicolas-de-Redon.